# Scandal Japan Title Match Live 2012: Scandal vs Budokan
A Scandal Japan Title Match Live 2012: Scandal vs Budokan (a borító írásmódja szerint SCANDAL JAPAN TITLE MATCH LIVE 2012 -SCANDAL vs BUDOKAN-) a Scandal japán pop-rock együttes negyedik koncertlemeze, mely 2012. augusztus 22-én jelent meg az Epic Records Japan gondozásában. A felvételek 2012. március 28-án a Nippon Budókan arénában készültek 8000 néző előtt. A kiadvány a második helyet érte el a japán Oricon heti zenei DVD, a nyolcadik helyet a heti összesített DVD, illetve a tizenegyedik helyet a heti Blu-ray eladási listáján.

## Számlista
1. Opening: Scandal vs Budokan
2. Scandal no Theme (SCANDALのテーマ?, ’A Scandal témazenéje’)
3. Sunkan Sentimental (瞬間センチメンタル?, ’Érzelmes pillanat’)
4. Everybody Say Yeah!
5. BEAUTeen!!
6. Sódzso S (少女S?, ’Lányok’)
7. Love Survive
8. Hi-Hi-Hi
9. Rina Drum Solo
10. Scandal nanka buttobasze (スキャンダルなんかブッ飛ばせ?)
11. Pride
12. Haruka (ハルカ?, ’Távolság’)
13. Burn
14. Switch (スイッチ?, ’Kapcsoló’)
15. Aitai (会いたい?, ’Látni akarlak’)
16. Harukaze
17. Sakura Goodbye (SAKURAグッバイ?, ’Viszlát cseresznyevirág-szirom’)
18. Hello! Hello!
19. Scandal Baby
20. Space Ranger (スペースレンジャー?)
21. Kageró (カゲロウ?, ’Tiszavirág’)
22. Doll